# Gregorio José Ramírez y Castro

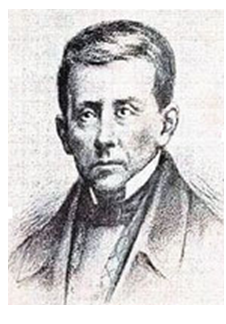
Gregorio José Ramirez y Castro

Gregorio José Ramírez y Castro (* 27. März 1796 in Villanueva, Costa Rica; † 4. Dezember 1823 in Alajuela) war vom 5. bis 16. April 1823 Staatschef von Costa Rica.

## Leben

### Herkunft und frühe Laufbahn
Seine Eltern waren Rafaela Castro y Alvarado und Gregorio Ramírez y Otárola (1749–1803), Statthalter des Gouverneurs von San José 1791.
Er litt seit seiner Adoleszenz an Asthma bronchiale und fuhr deshalb mit der spanischen Armada zur See. Später war er Kapitän auf Handelsschiffen, welche zwischen Puntarenas und Panama verkehrten. Von März bis Juni 1819 war er Teil einer Einheit, welche die Pazifikküste von Costa Rica unter dem Befehl von Kapitän Salvador de Oreamuno y Muñoz de la Trinidad verteidigte. 1821 klagte sein Reeder auf Rechnungslegung.
Er war Delegierter von Alajuela bei Junta de Legados de los Pueblos, verfassungsgebenden Versammlung, welche am 1. Dezember 1821 den Pacto de Concordia, Verfassung emittierte.
Von April bis Dezember 1822 reiste er auf dem Pazifik entlang der südamerikanischen Küsten.
Im Februar 1823 vertrat er Alajuela auf der verfassungsgebenden Versammlung und plädierte für eine republikanische Regierungsform. Anschließend wurde er Abgeordneter für den Wahlkreis Alajuela im Parlament, welches am 1. März 1823 zusammentrat.

### Batalla de Ochomogo
Er lebte in Alajuela als ihm Miguel de Bonilla y Laya-Bolívar und Rafael Francisco Osejo vom monarchistischen Putsch durch Joaquín de Oreamuno y Muñoz de la Trinidad berichteten.
Das örtliche Cabildo ernannte ihn zum Oberkommandierenden der Truppen und er stand der republikanischen Truppen von Alajuela und San José vor.
Am 5. April 1823 schlugen die Truppen der Republikaner die Truppen der Monarchisten an der Laguna de Ochomogo, und besetzten die damalige Hauptstadt Cartago.

### Comandante General de las Armas
Nachdem seine Truppen gesiegt hatten, führte er die Staatsgeschäfte unter der Bezeichnung Comandante General de las Armas. In seiner Regierungszeit wurde die Hauptstadt von Cartago nach San José verlegt und eine neue verfassungsgebende Versammlung wurde einberufen. Diese konstituierte sich unter der Präsidentschaft von José María de Peralta y La Vega, dem Ramírez am 16. April 1823 die Macht übergab. Er behielt lebenslang den militärischen Oberbefehl.